# NGC 1354
NGC 1354 (również PGC 13130) – galaktyka spiralna (S0-a), znajdująca się w gwiazdozbiorze Erydanu. Odkrył ją William Herschel 30 grudnia 1785 roku.